# Relazioni bilaterali tra Eritrea ed Etiopia
Le relazioni bilaterali tra Eritrea ed Etiopia sono storicamente contraddittorie. L'Eritrea ha ottenuto l'indipendenza dall'Etiopia nel 1993 dopo la guerra d'indipendenza dell'Eritrea, dopo la quale i rapporti sono stati cordiali. Dall'indipendenza, il rapporto dell'Eritrea con l'Etiopia è stato del tutto politico, soprattutto per quanto riguarda la restaurazione e l'espansione del campo di applicazione dell'IGAD. Tuttavia, la guerra eritreo-etiope del 1998 ha segnato una svolta e il loro rapporto è divenuto sempre più ostile. Dopo la scelta di Abiy Ahmed come primo ministro etiope, è stato forgiato un accordo di pace e il 9 luglio 2018 i legami tra i paesi vicini sono stati ristabiliti. L'alleanza tra i due paesi è stata rafforzata da allora, con le truppe eritree che avrebbero assistito l'esercito etiope nel conflitto del Tigray nel 2020.

## Relazioni politico-diplomatiche

### Storia
Mentre l'Etiopia rimase indipendente durante le conquiste coloniali dell'Africa, l'Italia creò una colonia chiamata Eritrea intorno ad Asmara nel XIX secolo. Dopo la seconda guerra mondiale e la sconfitta dell'Italia, la Gran Bretagna occupò l'Eritrea. L'Eritrea fu poi federata con l'Etiopia nel 1952 dalla ratifica della Risoluzione 390 dell'Assemblea Generale delle Nazioni Unite, che ignorava i desideri di indipendenza del popolo eritreo.
Alla fine degli anni '50, gli eritrei iniziarono a organizzare una ribellione armata dalla loro base al Cairo. Nel 1962, l'imperatore dell'Etiopia Haile Selassie sciolse unilateralmente la federazione e annesse l'Eritrea, innescando una guerra che sarebbe durata tre decenni.
L'Eritrea si è separata dall'Etiopia durante la guerra d'indipendenza (1961-1991). L'indipendenza dell'Eritrea è stata formalmente riconosciuta quando è stata ammessa alle Nazioni Unite dopo un referendum nel 1993.
Nel dicembre 2000, l'Eritrea e l'Etiopia hanno firmato un trattato di pace per porre fine alla loro guerra e hanno creato due commissioni giudiziarie vincolanti, la Commissione per il confine tra l'Eritrea e l'Etiopia e la Commissione per le richieste di indennizzo eritreo-etiope, per governare il loro confine contestato e le relative rivendicazioni. Nell'aprile 2002 la Commissione ha pubblicato la sua decisione (con un chiarimento nel 2003). I disaccordi successivi alla guerra hanno portato a una situazione di stallo punteggiata da periodi di elevata tensione e rinnovate minacce di guerra. Da queste decisioni l'Etiopia ha rifiutato di consentire la demarcazione fisica del confine, mentre l'Eritrea insiste sul fatto che il confine deve essere delimitato come definito dalla commissione. Di conseguenza, la Commissione di Confine ha stabilito che il confine è virtualmente delimitato ed efficace.
L'Eritrea mantiene una forza militare al confine con l'Etiopia di dimensioni approssimativamente uguali a quella dell'Etiopia, il che ha richiesto una mobilitazione generale di una parte significativa della popolazione. L'Eritrea ha visto questa disputa di confine come una minaccia esistenziale per se stessa in particolare e per l'Unione Africana in generale, perché riguarda la supremazia dei confini coloniali in Africa. Dal conflitto di confine l'Etiopia non utilizza più i porti eritrei per il suo commercio.
Durante il conflitto di confine e a partire da allora, l'Etiopia ha promosso militanti contro l'Eritrea (compresi separatisti etnici e organizzazioni religiose). L'Eritrea ha reagito ospitando anche gruppi militanti contro l'Etiopia. Il Consiglio di sicurezza delle Nazioni Unite sostiene che l'Eritrea e l'Etiopia hanno esteso la loro disputa a un secondo teatro, la Somalia.
Nel marzo 2012, l'Etiopia ha attaccato gli avamposti dell'esercito eritreo lungo il confine. Addis Abeba ha affermato che l'assalto era una rappresaglia per l'addestramento e il sostegno fornito da Asmara ai sovversivi, mentre l'Eritrea ha asserito che gli Stati Uniti erano a conoscenza degli attacchi, un'accusa negata dai funzionari statunitensi.

### Primo ministero Abiy
In un vertice dell'8 luglio 2018 ad Asmara, il presidente dell'Eritrea Isaias Afewerki e il primo ministro dell'Etiopia Abiy Ahmed si sono impegnati a ripristinare le relazioni diplomatiche e ad aprire i loro reciproci confini. Il giorno successivo hanno firmato una dichiarazione congiunta che poneva formalmente fine al conflitto al confine tra l'Eritrea e l'Etiopia. Un altro accordo di pace è stato firmato a Gedda, in Arabia Saudita, il 16 settembre dello stesso anno.
Nel settembre 2018, i maggiori contatti stretti degli alti dirigenti nelle relazioni Eritrea-Etiopia si sono estesi all'accordo tripartito che includeva anche la Somalia. Martin Plaut ha suggerito che durante un incontro trilaterale del gennaio 2020 e le visite bilaterali Eritrea-Etiopia nel 2020, i leader dei tre paesi hanno discusso i piani per la guerra del Tigray prima del suo inizio ufficiale con gli attacchi del Comando settentrionale del 4 novembre 2020.

### Missioni diplomatiche
- L'Eritrea ha un'ambasciata ad Addis Abeba.
- L'Etiopia ha un'ambasciata ad Asmara.

## Relazioni sociali e culturali

### Organizzazioni comunitarie etiope-eritree e comunità habesha
In tutta la diaspora etiope-eritrea, ci sono state molte organizzazioni comunitarie di origine multietnica e bi-nazionale fondate da e per eritrei ed etiopi per promuovere buone relazioni, ed esprimere comunanze culturali ben prima che i legami diplomatici tra i governi dei due paesi fossero mai ripristinati. La maggior parte di queste organizzazioni si trova nei campus universitari negli Stati Uniti, in Canada e in altre parti della diaspora etiope-eritrea.